# Convoi HX 22
Le convoi HX 22 est un convoi passant dans l'Atlantique nord, pendant la Seconde Guerre mondiale. Il part de Halifax au Canada le 22 février 1940 pour différents ports du Royaume-Uni et de la France. Il arrive à Liverpool le 9 mars 1940.

## Composition du convoi
Ce convoi est constitué de 35 cargos :
- Royaume-Uni : 28 cargos
- Grèce : 3 cargos
- France : 2 cargos
- Panama : 1 cargo
- États-Unis : 1 cargo

## L'escorte
Ce convoi est escorté en début de parcours par :
- les destroyers canadiens : NCSM Skeena et HMCS Restigouche
- Un cuirassé britannique : HMS Royal Sovereign

## Le voyage
Le cuirassé quitte l'escorte le jour du départ suivi par les destroyers canadiens le lendemain (23 février). Le convoi traverse sans escorte jusqu'à l'arrivée des destroyers HMS Vanoc (en), HMS Veteran, HMS Walpole (en) et HMS Wren (en) le 6 mars.
Le 8 mars, le cargo britannique Counsellor est touché par une mine posée le 6 janvier par le sous marin allemand U-30. La totalité des membres d'équipage (78 personnes) sont recueillis par le HMS Walpole. Malgré une tentative de remorquage, le navire coule le 9 mars (53° 38′ N, 3° 23′ O),.